# Char-ron Dorsey
Char-ron Dorsey (Jacksonville, Florida; 5 de noviembre de 1977-4 de marzo de 2024) fue un jugador estadounidense de fútbol americano que jugó tres temporadas con tres equipos en la NFL en la posición de tackle.

## Carrera

### Universitario
Dorsey jugó a nivel universitario para Florida State Seminoles. En su año de novato jugó seis partidos como tackle defensivo, donde registró 11 tackleadas y una captura.  En su segundo año pasó a ser tackle ofensivo. Compitió en la posición de tackle derecho hasta que se lesionó el cuello y se perdió el resto de la temporada. 
En su tercer año experimentó problemas de sobrepeso, pero pudo tomar el lugar que dejó Tarlos Thomas como tackle derecho donde fue campeón nacional.
En su último año recibió el logro de All-ACC como titular en la posición de tackle derecho por delante de Brett Williams, ayudando al quarterback Chris Weinke a ganar el Trofeo Heisman.

### Profesional
Dorsey fue seleccionado en la séptima ronda (242° global) en el Draft de la NFL de 2001 por los Dallas Cowboys, luego de que bajara mucho su rendimiento cuando hizo el NFL scouting combine. Aun así fue parte del primer equipo como tackle izquierdo, pero súbitamente abandonó el campo de entrenamiento por presión de los entrenadores para bajar de peso (que era de alrededor de 390 libras) que puso en duda su competencia, pero luego pudo estar de vuelta. 
Dorsey fue titular en los últimos dos partidos de la temporada regular como tackle derecho reemplazando al lesionado Solomon Page. El 9 de septiembre de 2002 fue colocado en la lista de transferibles por su sobrepeso y a la baja de su nivel de juego.
El 14 de septiembre de 2002 fue tomado en el draft de expansión por los Houston Texans, pero sería liberado el 29 de noviembre de ese año por haber estado inactivo por cinco partidos.
El 7 de enero de 2003 es contratado como agente libre por los New York Giants. Fue colocado como jugador no apto para jugar por una cirugía de rodilla. El 19 de agosto de ese año sería colocado en la lista de transferibles lesionados luego de perderse todo el campo de entrenamiento por una lesión de rodilla.

## Vida personal
Dorsey pasó a ser entrenador en jefe de la Matthew Gilbert Middle School, antes de aceptar el mismo puesto en Andrew Jackson High School en 2011. Renunciaría en 2013 luego de tener un récord de 6-13 y regresaría a Gilbert como coordinador ofensivo.
Dorsey alternó su puesto con el de guarda de seguridad en Andrew A. Robinson Elementary School y de entrenador en Mentors of Tomorrow (MOT) Cowboys en Jacksonville, Florida. Su padre Charlie Dorsey jugó béisbol con los Kansas City Royals y también jugó fútbol americano como tight end con los Jacksonville Firebirds de la American Football Association.
Dorsey murió por complicaciones tras sufrir un ataque cardíaco el 4 de marzo de 2024, a los 46 años.